# Hecalapona sinata
Hecalapona sinata är en insektsart som beskrevs av Delong 1977. Hecalapona sinata ingår i släktet Hecalapona och familjen dvärgstritar. Inga underarter finns listade i Catalogue of Life.